# جيمس جاكسون (عسكري)
جيمس جاكسون (بالإنجليزية: James Jackson)‏ هو عسكري أمريكي، ولد في 21 نوفمبر 1833 في نيوجيرسي في الولايات المتحدة، وتوفي في 21 أكتوبر 1916 في بورتلاند في الولايات المتحدة.